# Addison (Alabama)
Addison – miasto w Stanach Zjednoczonych, w stanie Alabama, w hrabstwie Winston. W roku 2023 miasto zamieszkiwało 667 osób, a gęstość zaludnienia wynosiła 73,3 osoby/km².